# Waddinxveen vasútállomás
Waddinxveen vasútállomás vasútállomás Hollandiában, Waddinxveen községben,  településen.

## Vasútvonalak
Az állomást az alábbi vasútvonalak érintik:
- Gouda-Alphen aan den Rijn-vasútvonal

## Kapcsolódó állomások
A vasútállomáshoz az alábbi állomások vannak a legközelebb:
- Waddinxveen Noord vasútállomás
- Waddinxveen Triangel railway station